# KisMAC
O KisMAC é uma ferramenta em código aberto e livre (licença GPL) para a detecção e  varredura de conexões de redes sem fio para o sistema operacional Mac OS X. O usuário pode saber através do utilitário se uma conexão de um local está ativa e se é possível conectar-se a ela sem problemas.
O programa têm recursos similares aqueles encontrados no Kismet de GNU/Linux/BSD e NetStumbler, seu mais próximo equivalente em ambiente Windows.

## Funcionamento
Auxilia o usuário a encontrar e testar a segurança de redes sem fio. Suporta tanto o AirPort e AirPort Extreme, bem como outros dispositivos sem fio para Mac (como dispositivos USB, por exemplo-necessita de controladores). Seu funcionamento é tanto em modo passivo (fazendo a análise do que é transmitido pelas redes que foram encontradas), quanto em modo ativo (enviando requisições aos APs e permite ataques). Suporta GPS.

## Recursos
- Suporta mapeamento de redes sem fio.
- Suporta cartões PCMCIA.
- Encontra redes mesmo que elas não estejam sendo anunciadas (através do broadcast do SSID)
- Exibe os clientes conectados.
- Suporte e mapeamento de GPS.
- Habilitado para AppleScript.
- Suporte para 802.11b/g
- Importa e exporta PCAP

## O KisMAC e a Alemanha
O projeto foi criado e liderado por Michael Rossberg até 27 de julho de 2007, quando ele resignou-se do projeto por mudanças na lei alemã (especificamente, StGB seção 202c) que "proíbe a produção e distribuição de programas de segurança".
Na página inicial do KisMAC consta o seguinte texto: "one of the major weapon exporters in the world prohibits production and distribution of security software (StGB §202c). From a nation of poets and thinkers to a nation of bureaucrats and ignoramuses." (tradução: "Um dos maiores exportadores de armas no mundo proibe a produção e distribuição de programas de computador de segurança (StGB §202c). De uma nação de poetas e pensadores para uma nação de burocratas e ignorantes.").
A 6 de Agosto de 2007, a antiga página denuncia e rechaça agora a nova lei alemã, mas também diz o texto: " Visite KisMAC nos Países Baixos em breve!", que implica um desenvolvedor no projeto.
A 17 de agosto de 2007, o programa ressurgiu, desta vez com o sítio hospedado na Suíça, agora no endereço  e o código fonte de programa hospedado, tanto no Google Code e no servidor do Subversion, nos Países Baixos..
Na Alemanha, pela nova lei, também é proibido a utilização do programa.